# Creme pasteleiro
Creme pasteleiro, creme de pasteleiro, creme de confeiteiro, ou ainda, creme de padaria é um recheio doce, típico da culinária de Portugal e de diversos outros países. Trata-se de um creme de consistência mediamente espessa, de cor amarelada.
É confeccionado com água, leite, açúcar, farinha, gemas e claras de ovos, limão, baunilha e manteiga. Os ingredientes são misturados e o preparado vai ao lume, requerendo ser mexido com frequência, para que não se pegue ao fundo do recipiente.
É utilizado como recheio de diversos bolos, tais como as bolas de Berlim ou os mil-folhas.
De notar que um creme de pasteleiro tem uma cor natural amarelo esbranquiçada, o amarelo vivo do creme de pasteleiro que podes ver na foto é de uma versão comercial e não um verdadeiro creme de pasteleiro.